# Jabez's Conquest
Jabez's Conquest è un cortometraggio muto del 1915. Il nome del regista non viene riportato.

## Produzione
Il film fu prodotto dalla Essanay Film Manufacturing Company.

## Distribuzione
Distribuito dalla General Film Company, il film - un cortometraggio di una bobina conosciuto anche con il titolo The Adventures of Dominica #3: Jabez's Conquest - uscì nelle sale cinematografiche USA il 20 luglio 1915.